# Menhir de la Tremblais

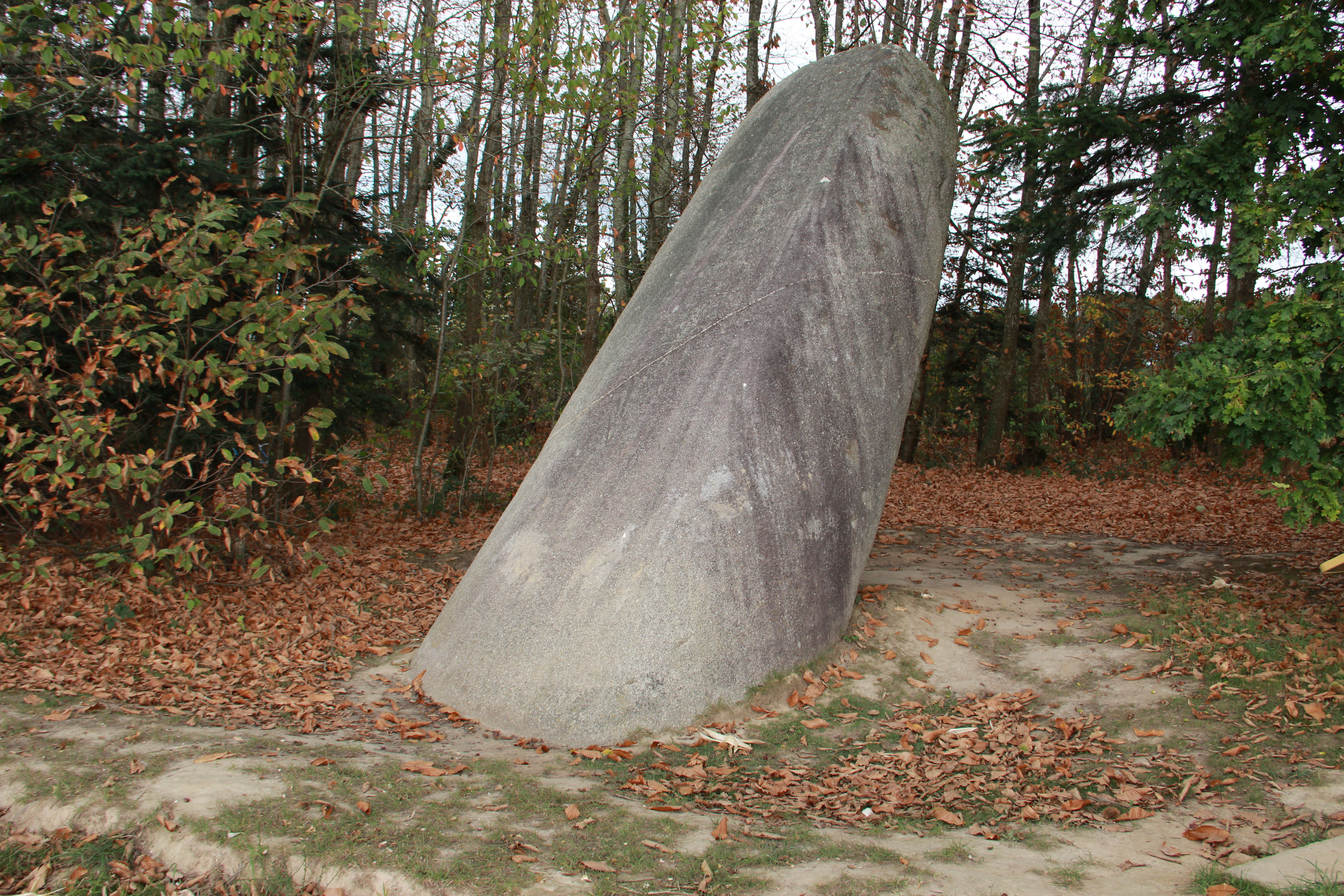
Menhir de la Tremblais

Der Menhir de la Tremblais (auch Tiemblais oder Thiemblaye geschrieben; alternativ Pierre Longue) steht im Wald etwa 600 m östlich des Dorfes Saint-Samson-sur-Rance zwischen der Straße D 57 und der Bahnlinie, bei Dinan im Osten des Département Côtes-d’Armor in der Bretagne in Frankreich.

## Beschreibung

Wappen von Saint-Samson-sur-Rance

Der etwa 8,0 m hohe Menhir ist ein megalithischer Block aus Granit und Quarz, mit einer relativ flachen polierten Oberfläche. Er wiegt zwischen 150 und 160 t. Sein Merkmal ist, dass er durch den weichen Untergrund etwa 45° geneigt ist.
Unter Streiflicht sind auf drei Seiten seiner Oberfläche etwa ein Dutzend im Jahre 1972 entdeckter Ritzungen sichtbar.
Der Menhir von Tremblais datiert ins Neolithikum. Er wurde im 16. Jahrhundert unter dem Namen Pierre Longue erstmals erwähnt. Er wurde 1971 als historisches Denkmal eingestuft und ist im Ortswappen dargestellt.

## Legende
Mehrere Legenden umranken den Menhir. Laut einer ist er einer von drei Steinen, die den Eingang zur Hölle verschließen.